# Gräsgrön fältmätare
Gräsgrön fältmätare Colostygia pectinataria är en fjärilsart som beskrevs av August Wilhelm Knoch 1781. Gräsgrön fältmätare ingår i släktet Colostygia och familjen mätare, Geometridae. Arten är reproducerande i Sverige. En underart finns listad i Catalogue of Life, Colostygia pectinataria dalmani Burrau, 1950.

## Bildgalleri

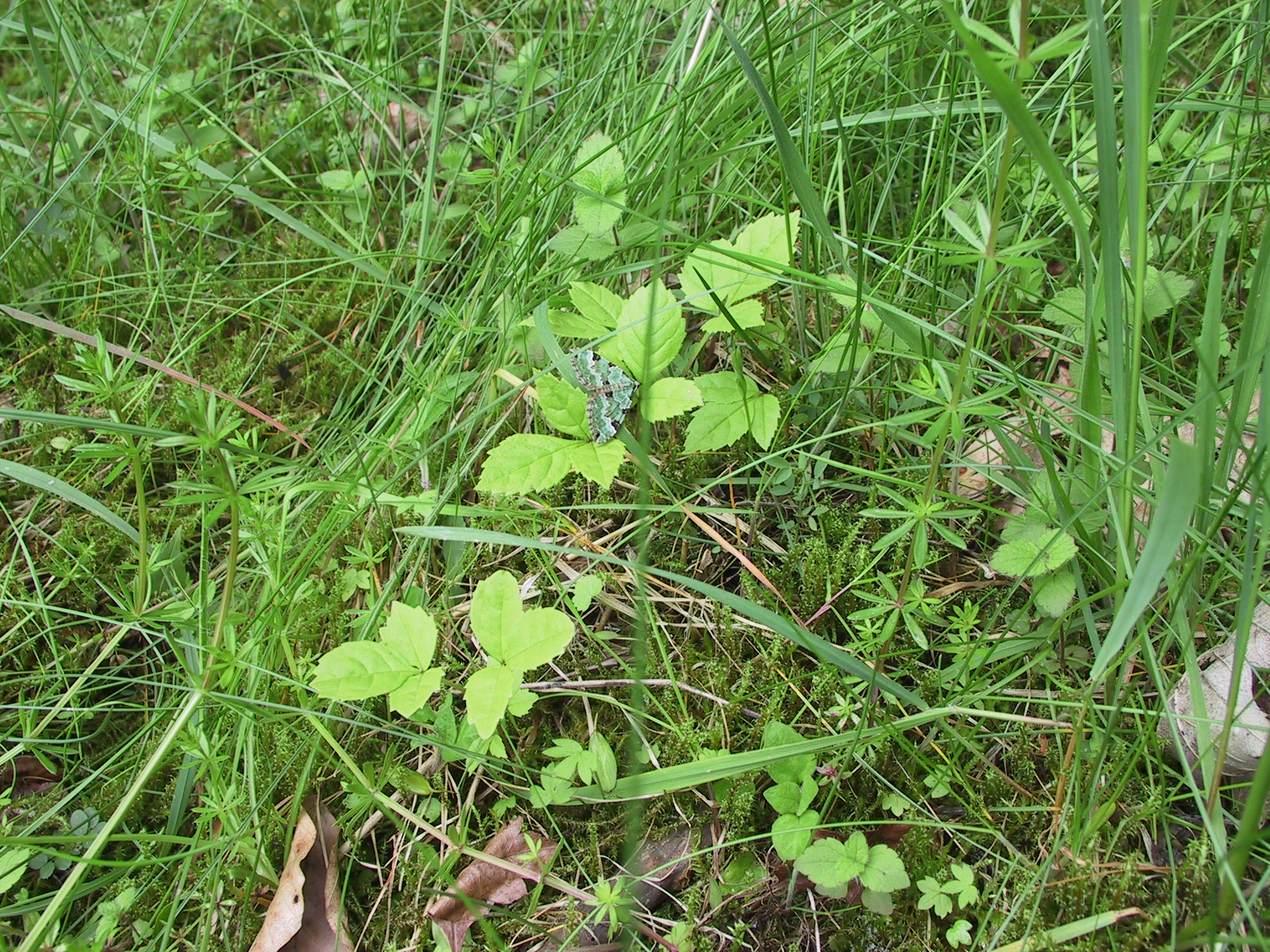
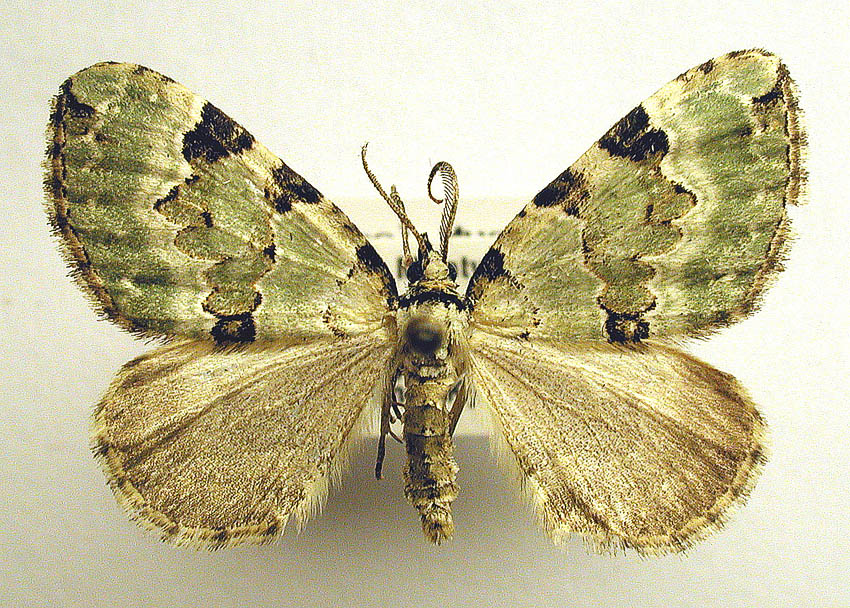
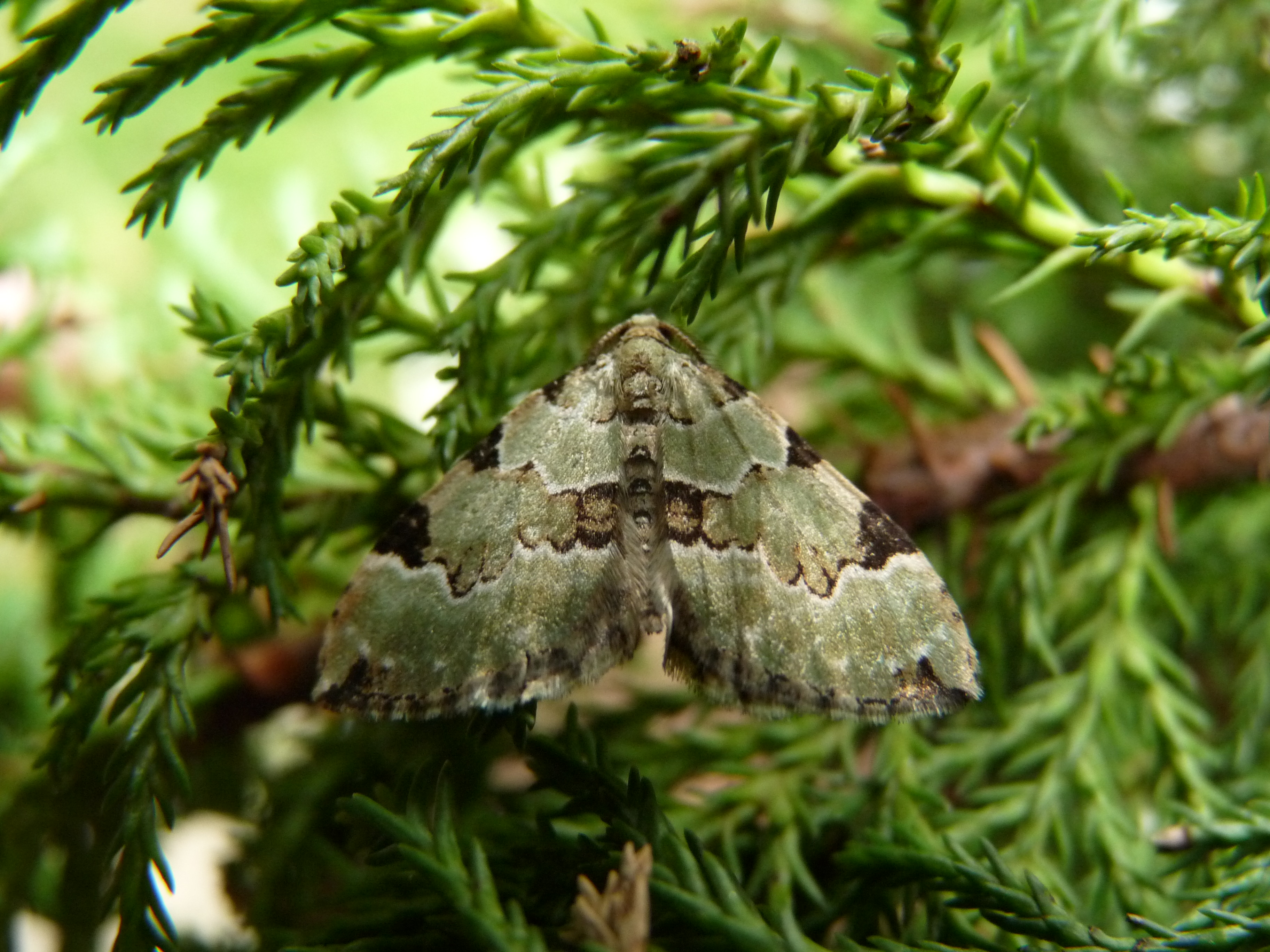